# Best of The Best (飯島真理のアルバム)
『Best of The Best』（ベスト・オブ・ザ・ベスト）は、1995年2月25日に発売された飯島真理のベスト・アルバムである（品番：AMCM-4213）。

## 解説
1993年に、飯島はアルファ・ムーンに移籍してからの初のベストアルバム『The Classics』をリリースしたが、本作はその第2弾として、『The Classics』未収録曲および新録曲を多く収録した。
本アルバムでは、『愛・おぼえていますか』のカップリングである『天使の絵の具』をアルファ・ムーン移籍後、初めて新録版として収録している。

## 収録曲
- 全作詞:飯島真理（特記以外）
- 全作曲:飯島真理（特記以外）
- 全編曲:飯島真理・ジェームス・スチューダー（特記以外）

1. 鏡よ、鏡! (New Recording)
6thアルバム「Miss Lemon」収録曲だが、本作では新バージョンとして制作された。
2. 愛・おぼえていますか
作詞：安井かずみ 作曲：加藤和彦
「The Classics」収録版を再録。
3. Sudden Kiss
9thアルバム「Different World」収録曲。
4. 恋は気ままに (New Recording)
3rdアルバム「Midori」収録曲の新録版。
5. まりン (New Recording)
1stアルバム「Rosé」収録曲の新録版。
6. Beautiful Music
8thアルバム「It's a love things」収録曲。「The Classics」にも収録。
7. 1グラムの幸福
作詞：松本隆
「The Classics」収録版を再録。
8. 瞳はエンジェル
「The Classics」収録版を再録。
9. サンセット
17thシングルカップリング。当初は表題曲の予定だった。
10. Don't fade out! 〜フェイド・アウトはやめて〜
17thシングル。本作リリース当時最新曲。テレビ朝日『ウィークエンドライブ 週刊地球TV』エンディングテーマ。
11. Reunion
9thアルバム「Believe」収録。「The Classics」でも収録。
12. 天使の絵の具
3rdシングル『愛・おぼえていますか』カップリング曲新録版。
13. Melody
2ndアルバム「blanche」収録曲の新録版。
14. まりン (TV Mix)
15. 愛・おぼえていますか (TV Mix)